# Agathis ovata
Agathis ovata es una especie de conífera, del género Agathis, familia Araucariaceae. Solo se encuentra en Oceanía en la isla de Nueva Caledonia.
Está en peligro debido a la destrucción del hábitat.

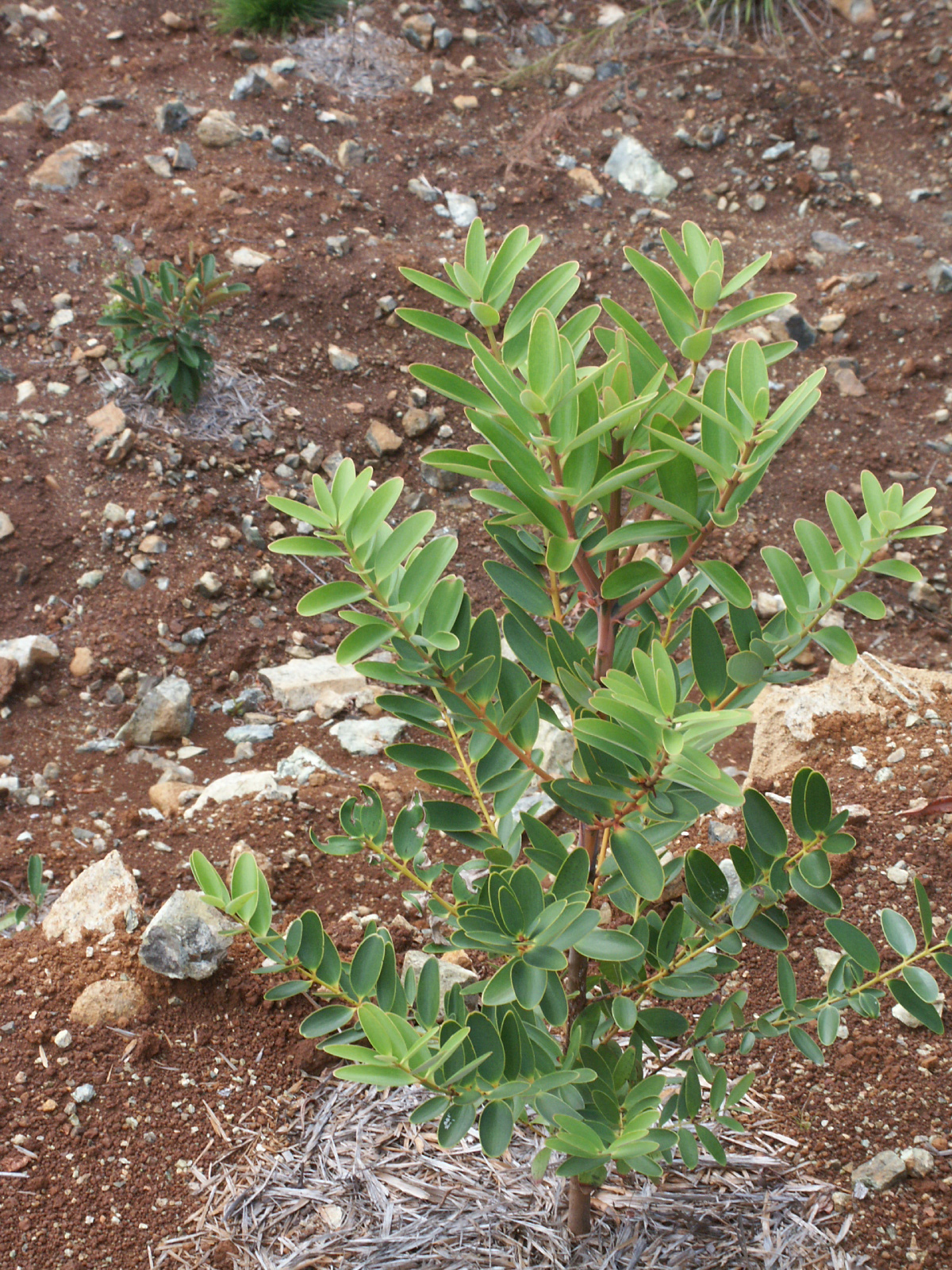
Vista de la planta

## Hábitat
Agathis ovata se produce principalmente en el macizo del Sur con unos pocos casos tan al norte como Kouaoua en la costa este. Se produce a una altitud de 150 a 1.150 metros. Agathis ovata se presenta como un árbol emergente en matorrales abiertos (maquia), y como emergente de un dosel (25 m) dominado por las angiospermas, en las selvas tropicales. Se limita a suelos ultramáficos y en el maquia, que tiende a limitarse a afloramientos rocosos.

## Taxonomía
Agathis ovata fue descrita por C.Moore ex Vieill. Warb. y publicado en Monsunia, Beiträge zur Kenntniss der Vegetation des Süd- und Ostasiatischen Monsungebietes 1: 186, en el año 1900.
Sinonimia
- Agathis hypoleuca (C.Moore ex Henkel & W.Hochst.) Warb.
- Dammara hypoleuca C.Moore ex Henkel & W.Hochst.
- Dammara ovata C.Moore ex Vieill.
- Dammara ovata var. longifolia Carrière
- Salisburyodendron ovata (C.Moore ex Vieill.) A.V.Bobrov & Melikyan
- Salisburyodendron ovata subsp. hypoleuca (C.Moore ex Henkel & W.Hochst.) A.V.Bobrov & Melikyan[3]